# Nuraghe

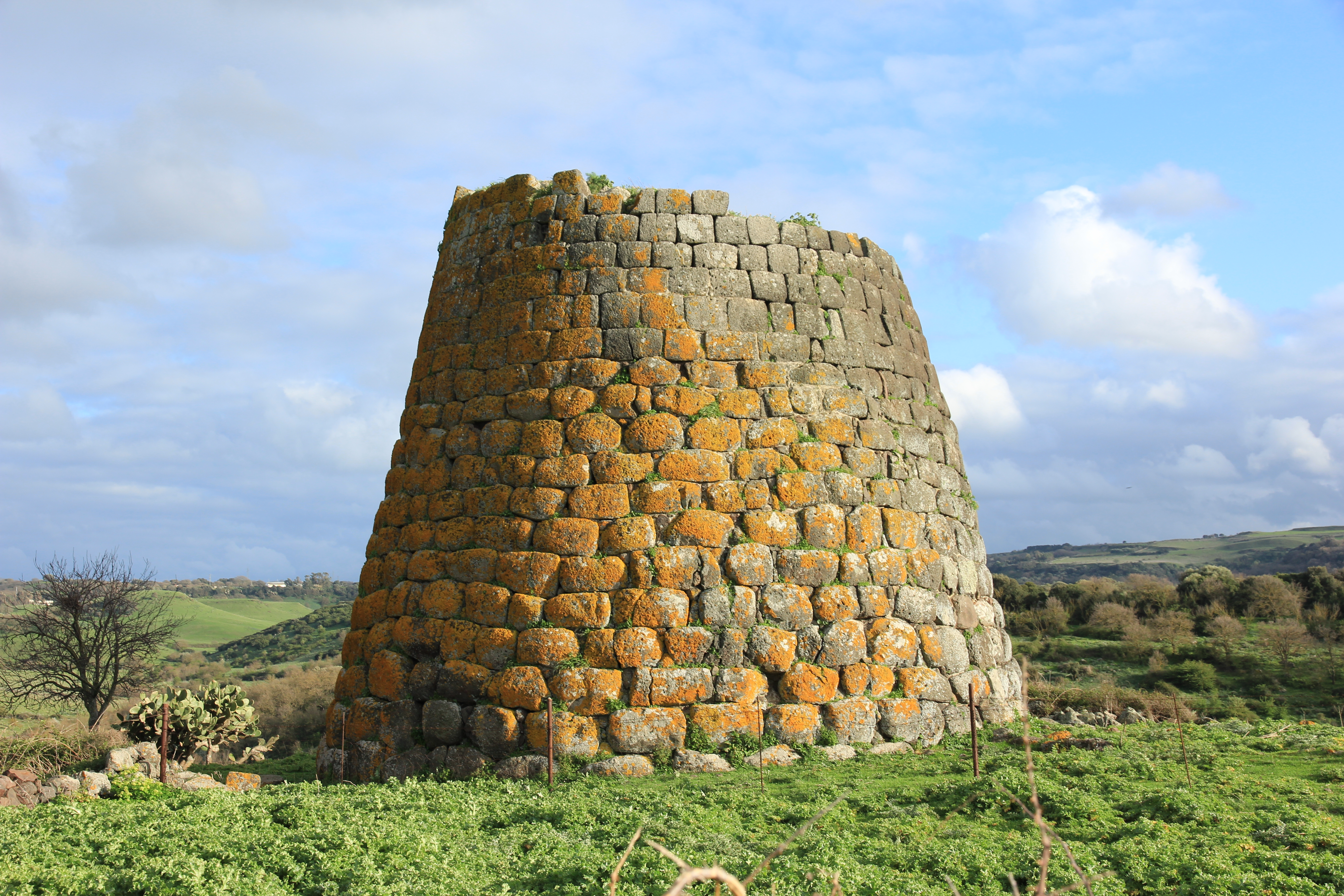
Nuraghe Nieddu

Nuraghi (enkelvoud: nuraghe) zijn torens die in de bronstijd in Sardinië werden gebouwd. Ze behoren nu tot het belangrijkste archeologisch erfgoed van het eiland. Men schat dat er meer dan 6500 gebouwd zijn. De nuraghi konden een hoogte bereiken van wel 19 meter, hoewel ze gebouwd zijn met blokken steen die droog op elkaar gestapeld werden.
Nuraghi zijn er in verschillende grootte en soorten. De enkelvoudige torens zijn breder aan de onderkant en lopen smaller toe, met een iets overhangend platform. Ze konden dienen als toevluchtsoord voor de Proto-Sarden in geval van nood. Soms was er rond een nuraghe een dorp. Soms stonden diverse nuraghi bij elkaar of ontstonden er complexe nuraghi, opgebouwd uit meerdere torens. Met name in Centraal-Sardinië staan nog veel nuraghi en nuraghe-dorpen zoals ook in een immense grot in de bergen die bekendstaan als Tiscali.
De bewoners van Sardinië ten tijde van de nuraghe noemt men wel het nuraghevolk. Het waren veeleer stammen met een leider (chiefdoms), die ook onderling vaak in oorlogen verwikkeld waren.
De bekendste nog te bezichtigen nuraghi zijn die van Su Nuraxi di Barúmini (op de werelderfgoedlijst van de UNESCO), de Nuraghe Losa bij Abbasanta, Sa Corona Arrubiu, Santu Antine te Torralba, Palmavera bij Alghero.